# Gerry Badger
Gerry Badger (Northampton, 1948) es un fotógrafo, arquitecto y crítico de fotografía británico.

## Biografía
Badger estudió arquitectura en el Duncan of Jordanstone College of Art and Design de la Universidad de Dundee, graduándose en 1969. Ha publicado diversos libros, entre los cuales destacan Collecting Photography (2002), The Genius of Photography (2007) y The Pleasures of Good Photographs (2010), que en 2011 ganó el Infinity Writer’s Award del International Center of Photography de Nueva York. También ha publicado, junto a Martin Parr, el libro fundamental y de referencia en el campo del fotolibro: The Photobook: A History (Londres: Phaidon Press, 3 volúmenes, 2004, 2006 y 2014): el primero de los volúmenes ganó el premio de fotografía 2006 de la Fundación Kraszna-Krausz y con el segundo ganó el Deutscher Fotobuchpreis (Premio Alemán al Libro de Fotografía).
En 2018, Badger fue galardonado con el premio J Dudley Johnston por la Royal Photographic Society.